# Westwood (Los Angeles)
Pour les articles homonymes, voir Westwood.
Westwood est un quartier de Los Angeles, en Californie.

## Présentation
Développé dans les années 1920 par la famille Janss, il est connu pour accueillir les locaux de l'université de Californie à Los Angeles (UCLA). Une partie du quartier, Holmby Hills, est souvent considérée comme un quartier à part.
Situé dans la portion centrale nord de la région du West Side (en) de Los Angeles, Westwood est bordée par Brentwood à l'ouest, Bel Air au nord, Century City et Beverly Hills à l'est, West Los Angeles au sud-ouest, Rancho Park (en) au sud-est et la communauté non-incorporée de Sawtelle (en) au sud-ouest.

## Démographie
Le Los Angeles Times considère le quartier comme modérément diverse du point de vue ethnique, 62,9 % blanche  non hispaniques, 23,9 % asiatique, 7,0 % de la population étant hispanique, 2,0 % afro-américaine, et 4,9 % appartenant à une autre catégorie ethno-raciale.